# Suphisellus penthimus
Suphisellus penthimus is een keversoort uit de familie diksprietwaterkevers (Noteridae). De wetenschappelijke naam van de soort werd in 1957 gepubliceerd door Félix Guignot.